# Губка Боб в 3D
«Гу́бка Боб в 3D» (англ. The SpongeBob Movie: Sponge Out of Water, дословно — «Губка Боб в кино: Губка из воды») — американский анимационный фильм, созданный по мотивам мультсериала «Губка Боб Квадратные Штаны» режиссёра Пола Тиббита. Фильм совмещает игру живых актёров, компьютерную и рисованную анимацию. Данный фильм не является сиквелом фильма 2004 года «Губка Боб Квадратные Штаны», как многие ошибочно считают, а является приквелом. В России фильм вышел в прокат 12 февраля 2015 года. Посвящён памяти Эрнеста Боргнайна.

## Сюжет
Пират по имени Бургеробород (Антонио Бандерас) со своей командой чаек отправляется на атолл Бикини, и крадёт с одного из островов магическую книгу. Любой текст, написанный на страницах этой книги, воплощается в реальность.
Сама книга представляет собой историю о том, как владелец ресторана «Помойное ведро» (англ. Chum Bucket) в подводном городе Бикини-Боттоме Планктон (Мистер Лоуренс) в очередной раз пытается украсть рецепт фирменных крабсбургеров ресторана «Красти Краб» (англ. Krusty Krab) его заклятого врага мистера Крабса (Клэнси Браун). Его план по краже рецепта снова проваливается благодаря повару ресторана Губке Бобу (Том Кенни) и его другу Патрику (Билл Фагербакки), и Планктон под предлогом того, что Крабс разорил его и оставил у него всего лишь один цент, отдаёт ему последнюю монету. Мистер Крабс кладёт этот цент в сейф с рецептом крабсбургеров. Монета оказывается поддельной и помогает Планктону проникнуть в сейф с секретным рецептом. Решив позлорадствовать над поверженным Планктоном, мистер Крабс узнаёт, что тот — лишь робот, отвлекающий внимание, а настоящий Планктон, пытаясь украсть рецепт крабсбургеров, активизирует сигнализацию. Губка Боб открывает сейф и видит Планктона, который пытается подменить рецепт бургера на поддельный. В комнату врывается Крабс и видит, как Губка Боб пытается отнять у Планктона рецепт, но тот испаряется прямо в руках у Губки Боба и Планктона. Все запасы крабсбургеров также исчезают, а без рецепта Губка Боб не может приготовить новые, потому что, согласно правилу, рецепт запрещено воспроизводить в любых формах, даже в снах и в галлюцинациях.
Город остаётся без крабсбургеров. Планктон сбегает, и Крабс убеждает жителей города, что именно он украл рецепт, настраивая их против Планктона. Только Губка Боб знает, что Планктон не крал рецепт, и пытается убедить жителей города в его невиновности. За это его изгоняют из города. Постепенно весь Бикини-Боттом превращается в постапокалиптические руины, а его жители сходят с ума. Губка Боб и Планктон объединяются, чтобы найти похитителя рецепта. Они решают создать машину времени, чтобы найти рецепт до его пропажи и вернуть Бикини-Боттом в прежнее состояние. Для этого герои используют энергию компьютерной жены Планктона Карен (Джилл Тэлли). Путешествуя во времени, Губка Боб и Планктон попадают вместо прошлого в будущее, на четыре дня вперёд. В будущем они встречают Патрика, который говорит о «великом крабсбургерном голоде», о том, что только он остался верен Губке Бобу, в то время как остальные предали его, а Бикини-Боттом превратился в огромную пустыню. Преследуемые жителями города, Губка Боб и Планктон снова перемещаются во времени, и на этот раз попадают к дельфину по имени Пузырь (Мэтью Барри). Тот уже 10 000 лет охраняет порядок во Вселенной, следя за тем, чтобы в ней не случилось ничего непредвиденного (например, от падения астероида). Попросив его подменить (пока он отошёл по нужде), Губка Боб и Планктон наблюдают столкновение Юпитера и Сатурна, но не могут этому помешать, вследствие чего Пузырь теряет работу, а их он собирается лишить жизней.
Вскоре у Губки Боба и Планктона всё-таки получается вернуться в прошлое, в тот самый миг, когда таинственным образом пропадает рецепт. Но Губка Боб берёт поддельный рецепт с оскорбительной запиской для Крабса, которым Планктон пытался подменить настоящий. Тем временем, Бургеробород, заполучивший рецепт крабсбургеров благодаря магической книге, открывает свой пища-мобиль на пляже, торгуя крабсбургерами. Страница из книги, которую одна из чаек бросает в море, падает на дом друга Губки Боба — белки по имени Сэнди (Кэролин Лоуренс). Обезумевшая Сэнди говорит, что постапокалипсис Бикини-Боттома происходит из-за ярости сэндвичных богов, и для того, чтобы его остановить, нужна жертва. Ради блага народа Губка Боб приносит в жертву себя. Но в последний момент главные герои чувствуют запах крабсбургеров и останавливают жертвоприношение, для того чтобы их найти. Запах приводит Губку Боба, Планктона, Патрика, мистера Крабса, Сквидварда (Роджер Бампасс) и Сэнди практически на сушу, но они не могут выбраться из воды. Неожиданно появляется Пузырь, который благодарит Губку Боба и Планктона за то, что благодаря им он лишился наскучившей работы, и наделяет их способностью дышать на суше. Герои в новом обличии отправляются на пляж, следуя за запахом крабсбургеров.
Встретившись с героями, Бургеробород удивляется тому, что они дышат на суше. Губка Боб говорит ему, что они дышат благодаря Пузырю. Тот удивляется тому, что Пузыря в этой истории нет, потом Патрик спрашивает пирата о конце истории, на что злодей отвечает: «Дайте-ка подумать, кажется, Бургеробород становится самым богатым хозяином пища-мобиля во всём мире». Затем он рассказывает им, что это он украл секретный рецепт, и сделал это с помощью магической книги. С её же помощью злодей отправляет Губку Боба и его друзей на пеликаний остров, в надежде, что они там погибнут. Как только они туда попадают, находчивая Сэнди достаёт страницу из книги, упавшую на её дом. С помощью чернил осьминога Сквидварда Губка Боб пишет на странице о том, что герои возвращаются на пляж и получают супергеройские способности. Когда герои исчезли, появляется Планктон. Он берёт перо и пишет свой «счастливый конец». Тем временем, возле пища-мобиля Бургероборода собирается большая толпа, чтобы купить крабсбургеры, позже появляются Губка Боб и его друзья. Теперь Губка Боб может в любой момент пускать мыльные пузыри с помощью своего шлема (Мистер Пузыримый), мистер Крабс превратился в робота с реактивными двигателями и метательными клешнями (Железный Краб), Сквидвард наделён способностью выдавать ультразвуковые фальшивые ноты с помощью своего кларнета (Ультрамузыкант), а Патрик получает способность притягивать к себе мороженое (Мистер Суперпотрясность). Сэнди получает интересную способность — она становится обыкновенной сухопутной белкой (Грызунья). В ходе битвы с Бургеробородом, его книга сгорает в огне печи. Также выясняется, что Планктон тоже наделён способностью. Он становится огромным и очень сильным зелёным великаном (Планктониум). Планктон побеждает Бургероборода и забирает его рецепт, а затем он отправляет пирата на атолл Бикини, где и началось всё приключение. И, несмотря на многолетнюю вражду, Планктон отдаёт рецепт мистеру Крабсу, говоря, что усвоил урок о значении командной работы. После возвращения рецепта городок Бикини-Боттом возвращается на круги своя, а Планктон всё также пытается украсть рецепт, сохраняя баланс сил в Бикини-Боттоме, но Губка Боб не верит ему.
А тем временем, Бургеробород и его чайки поют песню из начальной заставки мультсериала «Губка Боб Квадратные Штаны», но не успевают допеть из-за вмешательства Пузыря, который говорит, что больше её не будет, и начинается рэп-битва. Битва заканчивается, и Бургеробород вместе с чайками поют песню дальше. В конце Пузырь говорит, что вышло очень даже неплохо. Затем показывают конечные титры, где Губка Боб и его друзья маршируют под музыку в момент, когда начинаются титры, где потом присоединяется Сквидвард.

## В ролях
| Актёр            | Роль                       |
| ---------------- | -------------------------- |
| Томас Кенни      | Губка Боб Квадратные Штаны |
| Билл Фагербакки  | Патрик Стар                |
| Роджер Бампасс   | Сквидвард Тентаклс         |
| Клэнси Браун     | Юджин Крабс                |
| Кэролин Лоуренс  | Сэнди Чикс                 |
| Мистер Лоуренс   | Шелдон Планктон            |
| Антонио Бандерас | Бургеробород               |
| Мэтью Барри      | Пузырь                     |
| Мэри Джо Кэтлетт | Миссис Пафф                |
| Лори Алан        | Перл Крабс                 |
| Джилл Тэлли      | Карен Планктон             |
| Ди Брэдли Бейкер | Перч Перкинс               |
| Сирена Ирвин     | Компьютерный голос         |
| Пол Тиббит       | Кайл                       |
| Nice Peter       | Камео                      |
| Epic Lloyd       | Камео                      |

## Русский дубляж[7]
Фильм дублирован на студии SDI Media Russia по заказу компании «Централ Партнершип» в 2015 году.
- Режиссёр дубляжа — Андрей Гриневич.
- Переводчик — Владимир Непомнящий.

### Роли дублировали
- Сергей Балабанов — Губка Боб Квадратные штаны
- Юрий Маляров — Патрик Стар
- Иван Агапов — Сквидвард Тентаклс
- Александр Хотченков — Юджин Крабс
- Лариса Некипелова — Сэнди Чикс; Карен Планктон
- Юрий Меншагин — Шелдон Планктон
- Александр Груздев — Бургеробород
- Денис Некрасов — Пузырь; Перч Перкинс
- Ольга Сирина — миссис Пафф; Перл Крабс
- Ольга Зубкова — компьютерный голос
- Павел Микус, Екатерина Трофимова, Мария Вэй — чайки

В эпизодах: Андрей Гриневич и Андрей Бархударов.

## Съёмочная группа
- Режиссёр: Пол Тиббит
- Сценаристы: Джонатан Айбел и Гленн Бергер
- Сюжет: Стивен Хилленберг, Пол Тиббит
- Продюсеры: Пол Тиббит, Мэри Пэрент
- Исполнительные продюсеры: Стивен Хилленберг, Кейл Бойтер, Нэн Моралес, Крэйг Сост
- Сопродюсер: Лори Джей Нельсон
- Ассистент продюсера: Дженни Моника
- Режиссёр сцен игрового кино: Майк Митчелл
- Композитор: Джон Дебни
- Оператор: Фил Мейхью
- Монтаж: Дэвид Йен Сэлтер
- Творческий руководитель: Винсент Уоллер
- Арт-директора: Питер Беннетт, Рубен Хикман
- Художник по костюмам: Роланд Санчез
- Руководитель последовательности: Шерм Коэн
- Главный аниматор: Алан Смарт
- Главный раскадровщик: Эрик Визе
- Художники раскадровки: Люк Брукшир, Майк Качуэла, Марк Чеккарелли, Ник Кросс, Джоэл Крофорд, Эмма Коутс, Хайко Дренгенберг, Мэтт Флинн, Дальтон Грант, Элизабет Ито, Том Кинг, Джей Олива, Говард Перри, Крис Реккарди, Дэвид П. Смит, Эдди Тригерос, К.Х. Гринблатт
- Декоратор: Чак Поттер

## Производство
После выхода фильма «Губка Боб Квадратные Штаны» в 2004 году продюсер Джулия Писториус заявила, что продолжение фильма маловероятно, несмотря на его успешное кассовое исполнение. В интервью «Digital Spy» 2009 года бывшего писателя и исполнительного продюсера мультсериала «Губка Боб Квадратные Штаны» Пола Тиббита спросили о возможности продолжения; он сказал: «Я думаю, что они говорят об этом, но я ни на что не подписывался. Мы просто чувствуем, что рассказали так много историй, и Губка Боб так хорошо существует в этой короткой 11-минутной форме». Он также заявил, что создание ещё одного фильма было «огромной проблемой». Однако Тиббит сказал, что продолжение не является невозможным, сказав: «Я бы не сказал „нет“, но я не знаю, будет ли ещё одно». В 2010 году, по сообщениям, «Nickelodeon» приближался к съёмочным группам шоу, чтобы сделать ещё одну экранизацию. Сеть уже давно хотела сотрудничать с «Paramount Pictures», чтобы выпустить ещё один фильм «Губка Боб Квадратные Штаны», чтобы помочь оживить снижающиеся рейтинги сериала. Внутренние разногласия задерживали сотрудничество.
4 марта 2011 года газета «Los Angeles Times» сообщила, что у «Paramount» есть «ещё одна картина Губки Боба», которая находится в разработке. В июле того же года «Paramount» сформировала своё новое анимационное подразделение «Paramount Animation» после коммерческого и критического успеха компьютерного анимационного фильма «Ранго» 2011 года и ухода «DreamWorks Animation» после завершения её дистрибьюторского контракта в 2012 году. Филипп Дауман, бывший президент и генеральный директор «Paramount» и материнской компании «Nickelodeon» «Viacom», официально объявил об этом 28 февраля 2012 года, что фильм-сиквел находится в стадии разработки и должен был выйти в неопределённый 2014 год, заявив: «Мы выпустим фильм о Губке Бобе в конце 2014 года». Дауман сказал, что новый фильм «послужит началом или станет одним из наших фильмов, который начнёт наши новые анимационные усилия». «Nickelodeon» ожидал, что фильм будет гораздо лучше смотреться в зарубежных прокатах, чем полнометражный фильм 2004 года, учитывая всё более глобальный охват канала. Дауман сказал: «Это будет продолжать продвигать Губку Боба на международном уровне».
Производство было анонсировано 10 июня 2012 года под названием «Губка Боб Квадратные Штаны 2». Исполнительным продюсером фильма является создатель сериала Стивен Хилленберг, который оставил свою роль шоураннера сериала в 2004 году после выхода фильма «Губка Боб Квадратные Штаны». Он больше не писал для шоу и не руководил им изо дня в день, а просматривал эпизоды и высказывал свои предложения. Однако в интервью Томасу Ф. Уилсону в 2012 году Хилленбург сказал, что он помогает писать этот фильм.
Анимация для фильма была сделана в Южной Корее компанией «Rough Draft Korea». Как и его предшественник, фильм сочетает традиционную анимацию с живым действием, а также использует компьютерные изображения (CGI), которые были обработаны Iloura VFX в Мельбурне, Австралия, для рендеринга персонажей в 3D.
В 2012 году на предварительном просмотре предстоящих фильмов «Paramount Pictures» фильм «Губка Боб в 3D» был представлен как полнометражный 3D-фильм с CGI-подобной анимацией. После выхода «Губка Боб Квадратные Штаны 4D: Великое спасение желе» (2013), 3D-короткометражного фильма, который был выпущен в «Nickelodeon Suites Resort Orlando», руководители говорили о продолжении использования 3D в фильме.
«Губка Боб в 3D» содержит последовательность стоп-движений, которая была анимирована экранными новинками. Компания ранее выпустила глиняную анимационную сцену для первого фильма «Губка Боб Квадратные Штаны», открытие смешанных медиа телевизионного эпизода «Правда или квадрат» и весь специальный выпуск Stop motion «Это же Рождество Губки Боба!».
В марте 2014 года «Paramount» продемонстрировала кадры из фильма в прямом эфире во время мероприятия Национальной Ассоциации владельцев театров «CinemaCon». Новостные сайты сообщают, что фильм будет CGI-анимированным. Сотрудник базы данных интернет-фильмов прокомментировал: «Когда „Paramount“ объявила, что будет новый фильм „Губка Боб Квадратные Штаны“, предполагалось, что он будет анимированным (как и все другие воплощения Губки Боба). Очень короткие кадры из сегодняшней презентации предполагали обратное: это выглядело так, как будто это был CGI/живой гибрид, похожий на Элвина и бурундуков, медведя Йоги, Смурфиков и т. д.». В статье, опубликованной «ComingSoon.net», автор Эдвард Дуглас сказал, что кадры CGI фильма выглядят «странно». Филипп Дауман сказал, что элементы CGI предназначены для того, чтобы «освежить и дать ещё один импульс» персонажам.

## Съёмки
Фильм «Губка Боб в 3D» включает в себя живые сцены, которые были сняты режиссёром Майком Митчеллом. Съёмки фильма начались 30 сентября 2013 года и закончились 5 ноября того же года. Съёмки проходили в нескольких местах в городе Саванна и на острове Тайби, оба они находятся в Джорджии. 11 июля 2013 года офис «Savannah Film» объявил о съёмках живых сцен в Саванне в течение 40 дней. Уилл Хаммаргрен, специалист по локации Саваннского кинофестиваля, сказал, что фильм, как ожидается, внесёт 8 миллионов долларов в экономику города, включая бронирование отелей по меньшей мере на 5600 ночей. 30 сентября 2013 года начало производственных съёмок было прервано увольнением директора киностудии Джея Селфа. Согласно меморандуму от Джо Шируза, начальника бюро отдела организации досуга в Саванне, Селфа уволили за то, что он «не смог должным образом спланировать и организовать подготовку фильма». Докладная записка обвиняла себя в недостатках, связанных со съёмками, а также приводила жалобы от жителей Саванны. Ещё одной сообщённой причиной увольнения Селфа стало несогласие между «Paramount» и «Savannah Film» по поводу процесса переговоров с «Paramount» о компенсации местным предприятиям  для покрытия торговых потерь во время съёмок.
Чтобы подготовить место съёмок в центре Саванны, съёмочная группа нарисовала витрины магазинов вдоль Бротон-стрит, чтобы они напоминали прибрежную общину под названием «солёные отмели». Библиотека Джен и театр попечителей колледжа искусств и дизайна Саванны были преобразованы в морской музей. В августе 2013 года Paramount обратилась к SCAD с просьбой использовать библиотеку Джен для сцены. Художественный отдел студии преобразил здание, оно оставалось открытым для студентов во время съёмок. Директор киностудии Джей Селф по этому поводу сказал: «Изменения носят временный характер, и все здания планируется восстановить в их первоначальном цвете после завершения съёмок».
Съёмки фильма в центре Саванны начались 9 октября; часть Бротон-стрит была закрыта до 18 октября. Антонио Бандерас был снят на пиратском корабле с колёсами для сцены автомобильной погони. В какой-то момент член съёмочной группы вызвал аварию, которая повредила здание в центре города, и женщина была доставлена в больницу.
Съёмки в городе закончились 18 октября, когда также был проведён розыгрыш призов; призы включали вечеринку в стиле Губки Боба Квадратные Штаны, велосипеды, отпуск, ужин в местном бистро, подарочные сертификаты и 60-дюймовый (1,5 м) телевизор. Производство получило неоднозначные отклики от предприятий, расположенных в районах съёмок. Компании были обеспокоены съёмками в октябре, потому что этот месяц является «большим месяцем для торговцев вдоль Бротон-стрит». Некоторые торговцы предлагали снимать в феврале, июле или августе вместо этого.
Съёмки в прямом эфире возобновились 21 октября на острове Тайби. Продюсерам было разрешено снимать фильм на острове после встреч, проведённых в местной мэрии; бизнесмены и жители выразили озабоченность по поводу возможных последствий съёмок и безопасности морских черепах. Музыкант Слэш, участник группы Guns N’ Roses, был замечен на съёмочной площадке в Тайби Пьер, хотя он и не появился в финальном фильме. Позже съёмочная группа переехала на Стрэнд-Авеню, где они сняли сцену погони с массовкой, катающейся на велосипедах.

## Удалённые сцены
Релиз Blu-ray включает в себя анимацию удалённых сцен из фильма, включая сцену, в которой миссис Пафф снова появляется в костюме апокалипсиса (в финальном фильме она появляется только в своём обычном наряде). В этом сегменте миссис Пафф надевает маску черепа, преследуя Губку Боба и Планктона в погоне за лодкой-мобилем. Песня «Squeeze Me» звучит по радио Планктона до тех пор, пока лодка не разобьётся. Миссис Пафф догоняет двух беглецов, снимает маску и говорит Губке Бобу, что он заплатит «окончательный штраф» за своё безрассудное вождение. Она перебирает в сумке различные пыточные приспособления, затем достаёт красную ручку и ставит Губке Бобу плохую оценку.
Полностью анимированная музыкальная последовательность «Thank Gosh It’s Monday» также была вырезана из фильма. Сокращённая версия была использована в качестве рекламы фильма и загружена на YouTube-канал «Paramount Pictures». Расширенная версия является эксклюзивным для выпуска Blu-ray, и песня, используемая в сцене, была выпущена в качестве пятого трека на саундтрековом альбоме фильма.

## Релиз
В марте 2012 года, говоря о потребительских товарах для фильма «Губка Боб в 3D», Дауман заявил: «Это будет фильм под брендом «Nickelodeon». Мы будем лицензировать игрушки, но они принадлежат нам». 10 июня 2014 года был выпущен первый тизер-постер фильма, а также анонс его названия. Плакат — это кивок на рекламу солнцезащитного крема «Copperton» 1950-х годов, в которой собака стягивает бикини с белокурой девушки. На международной выставке «Comic-Con» в Сан-Диего, состоявшейся 25 июля 2014 года, «Paramount Pictures» выпустила первые кадры из фильма с Томом Кенни, который озвучивает Губку Боба, принимающим группу. 31 июля 2014 года был выпущен трейлер фильма. В течение всего года были показаны трейлеры и 15-секундные тизерные постеры фильма.
Фильм изначально планировался к выпуску в 2014 году, чтобы отпраздновать 10-летие первого фильма. Однако 1 августа 2013 года в статье из «The Hollywood Reporter» «Paramount Pictures» объявила, что фильм будет официально широко выпущен в кинотеатрах 13 февраля 2015 года в Северной Америке, чтобы избежать конкуренции с фильмом «Черепашки-ниндзя» 2014 года, ещё одним фильмом «Nickelodeon». 5 июня 2014 года дата выхода фильма была перенесена на 6 февраля 2015 года, чтобы избежать конкуренции со стороны «20th Century Fox» «Kingsman: Секретная служба» и «Universal Pictures» «Пятьдесят оттенков серого», премьера которых состоялась на следующей неделе. Премьера фильма состоялась 28 января 2015 года в Бельгии и Нидерландах, а также 30 января 2015 года в Исландии, Мексике и Тайване.

## Приквел
30 апреля 2015 года «Paramount Animation» и «Nickelodeon Movies» объявили о начале разработки третьего фильма «Губка Боб Квадратные Штаны». В апреле 2018 года Пол Тиббит был заменён на посту режиссёра Тимом Хиллом, и был объявлен официальный подзаголовок третьего фильма «Губка Боб: это замечательная губка». «Paramount Pictures» назначила третьему фильму запланированную дату выхода — 7 августа 2020 года. 22 января 2019 года было подтверждено, что производство фильма официально началось. 12 ноября 2019 года название фильма было изменено с его первоначального названия «Губка Боб: это замечательная губка» на его новое название «Губка Боб в бегах».